# Superstructures
Pour les articles homonymes, voir Superstructure.
Superstructures, (Super Structures of the World) est une émission de télévision documentaire américaine diffusée à partir de janvier 1998 sur National Geographic Channel.
En France, elle a été diffusée notamment sur Discovery Channel, Planète+, National Geographic Channel et France 5.
Ces documentaires sont consacrés aux plus grosses structures jamais créées, et notamment à d'énormes avions, bateaux civils et militaires, mais également aux plus grand bâtiments et constructions du monde.

## Ne pas confondre
Bon à savoir : en 2013, sur de nombreux sites internet ainsi que sur certaines pages Wikipédia, les épisodes de cette série sont confondus avec d'autres séries documentaires de même type, notamment MegaStructures (en), qui date des années 2000, ou Les Constructeurs de l'extrême diffusée également sur National Geographic Channel (fin des années 2000).
Même si certains épisodes de ces séries traitent du même sujet (Par exemple : Le canal de Panama, Le Burj Dubaï, Airbus A380), ils n'ont pas la même approche, ni les mêmes présentateurs, ni les mêmes séquences.

## Épisodes
- Liste des épisodes de Superstructures

## Dans la même collection
Il existe plusieurs séries documentaires dérivé de Superstructures qui rassemblent certains épisodes à thèmes plus spécifiques :
- Superstructures of America[4]
- Superstructures XXL
- Superstructures SOS [5]
- Superstructures démolition
- Superstructures après le choc
- Superstructures évolution[6]
- Superstructures Greensburg

## Liste d'autres séries documentaires de même type
- Les Constructeurs de l'extrême (Big Bigger Biggest) [7]
- MegaStructures [8]
- MegaStructures de Légende[9]
- MegaFactories[10]
- MegaCities[11]
- Destruction[12]
- Incroyables Inventions[13]
- MegaConstructions (titre original : Mega Builders)
- Comment ça marche ?
- Comment c'est fait
- Secrets Industriels